# Saci
Sacii reprezentau un trib geto-dac, aflat în estul Daciei.
Aurelius Victor, într-o relatare despre împăratul Traian: quippe primus aut solus etiam vires Romanas trans Istrum propagavit, domitis in provinciam Dacorum pileatis Sacisque nationibus, Decebalo rege ac Sardonio
Triburile de Saci mai erau cunoscute și sub denumirea de Sacani (de la care s-a format și numele de  Sacidava pentru o localitate în Dacia antică).
Acest trib este menționat istoricul de Aurelius Victor și, în lucrarea Getica, a fost localizat de Vasile Pârvan pe malul Dunării în jurul orașului Sacidava (azi punctul Muzait, în comuna Dunăreni), la sud de Axiopolis (azi Cernavodă).